# Мушир, Халид
Халид Мушир Исмаэль (араб. خالد مشير اسماعيل‎ курд. Xalid Muşîr; 14 февраля 1981, Дохук, Ирак) — иракско-курдский футболист, игравший на позиции полузащитника. Выступал в сборной Ирака.

## Карьера
Начал карьеру в «Мосуле», спустя 2 года переходит в «Эрбиль». В «Эрбиле» проводит 2 сезона и в 2004 году переходит в «Дохук». В сезоне 2009/10 Халид приводит клуб к первому трофею и «Дохук» становится чемпионом Ирака. В Кубке АФК «Дохук» доходит до четвертьфинала.
Халид является игроком сборной Ирака и Курдистана. С последней он выиграл VIVA World Cup 2012, а на Al Nakba Cup 2012 проходящем в Палестине команда взяла бронзу.

## Достижения
- Чемпион Ирака: 2009/10
- Серебряный призёр чемпионата Ирака: 2011/12
- Бронзовый призёр чемпионата Ирака (2): 2007/08, 2008/09